# Veliki Kal, Mirna Peč
Veliki Kal je naselje v Občini Mirna Peč. Naselje leži 3 km vzhodno od Mirne Peči, na 306 m nadmorske višine. Jedro vasi je gručasta naselbina stisnjena na vzhodno pobočje Kalanskega hriba.

## Ime naselja
Veliki Kal verjetno izvira iz velike luže ali (kala), katera je še do nedavnega obstajala v središču kraja, danes je zasuta. Uporabljali so jo za napajanje živine.

## Prebivalstvo
Kraj šteje 97 prebivalcev. Večina prebivalcev dnevno migrira na delovna mesta v regijsko središče Novo mesto od katerega je kraj oddaljen 10 km. Od nekoč 90 % agrarnega prebivalstva sta v naselju ostala le dva »čista« kmeta, ki obdelujeta tudi zemljo v lasti preostalih prebivalcev.

## Dejavnosti
Leta 2003 je bilo ustanovljeno Športno rekreativno društvo (ŠRD) Veliki Kal - Orkljevec. S skupnimi močmi so krajani uredili športno igrišče nad krajem in postavili brunarico. Društvo združuje predvsem mladino kraja, ki vsako leto organizira turnir v malem nogometu. Prebivalstvo se vključuje tudi v ostala društva v občini Mirna Peč.